# Jan Schejbal
Jan Schejbal   (Jičín, 16 de novembre de 1942 - 20 de juny de 2021) fou un filòleg txec, llicenciat en filologia hispànica i educació d'arts plàstiques. Era doctor en filosofia per la facultat de Filosofia i Lletres de la Univerzita Karlova de Praga. Va treballar al departament de Relacions Internacionals del Ministeri de Cultura, després, successivament, com a redactor de literatures hispàniques, secretari de redacció i vicedirector artístic de l'editorial Odeon de Praga, especialitzada en traduccions de literatura universal i publicacions d'art. Després de la Revolució de Vellut del 1989 va tornar, el 1990, al Ministeri de Cultura com a secretari del viceministre, va treballar de nou en el sector editorial, al Club Literari Txec, després en una agència de viatges privada, organitzant congressos, conferències i encontres nacionals i internacionals. Se'n va anar per dedicar-se exclusivament a les traduccions de la literatura al txec i a la creació literària pròpia. Des del 2004, estava jubilat.
Va participar en ponències al 2n Congrés de la Llengua Catalana, als Col·loquis Europeus d'Estudis Catalans, als Col·loquis de la Catalanística Txeca, a les Primeres Jornades Lingüístiques d'Andorra, fou membre del jurat dels Premis d'Octubre. Va assistir als encontres internacionals dels traductors de l'obra de Quim Monzó i de Mercè Rodoreda, organitzats per la Institució de les Lletres Catalanes. Amb l'ajut del Govern d'Andorra va preparar els primers diccionaris txec-català i català-txec. Per la seva contribució a la promoció de la cultura catalana fora dels Països Catalans va rebre Premi J. M. Batista i Roca.